# Ultimate (album, Bryan Adams)
Ultimate je kompilační album kanadského rockového hudebníka Bryana Adamse. Vydáno bylo 3. listopadu 2017 prostřednictvím vydavatelství Polydor Records. Kromě devatenácti dle Adamse nejlepších písní jeho kariéry se na kompilaci objevily také dvě v roce 2017 složené a nahrané písně; „Ultimate Love“ a „Please Stay“.

## Seznam skladeb
| Pořadí         | Název                                       | Autor                               | Délka |
| -------------- | ------------------------------------------- | ----------------------------------- | ----- |
| 1.             | Go Down Rockin’                             | Bryan Adams, Jim Vallance           | 2:57  |
| 2.             | Can't Stop This Thing We Started            | Adams, Robert John Lange            | 3:15  |
| 3.             | Run to You                                  | Adams, Vallance                     | 3:53  |
| 4.             | Ultimate Love                               | Adams, Vallance                     | 3:32  |
| 5.             | Heaven                                      | Adams, Vallance                     | 4:04  |
| 6.             | It's Only Love (feat. Tina Turner)          | Adams, Vallance                     | 3:17  |
| 7.             | Here I Am                                   | Adams, Hans Zimmer, Gretchen Peters | 3:34  |
| 8.             | When You're Gone (feat, Melanie Chisholm)   | Adams, Eliot Kennedy                | 3:26  |
| 9.             | Cloud Number Nine                           | Adams, Max Martin, Peters           | 4:13  |
| 10.            | (Everything I Do) I Do It for You           | Adams, Lange, Michael Kamen         | 4:10  |
| 11.            | You Belong to Me                            | Adams, Vallance                     | 2:30  |
| 12.            | Summer of '69                               | Adams, Vallance                     | 3:37  |
| 13.            | Have You Ever Really Loved a Woman?         | Adams, Kamen, Lange                 | 4:53  |
| 14.            | Somebody                                    | Adams, Vallance                     | 4:43  |
| 15.            | Please Forgive Me                           | Adams, Lange                        | 4:32  |
| 16.            | Cuts Like a Knife                           | Adams, Vallance                     | 4:07  |
| 17.            | The Only Thing That Looks Good on Me Is You | Adams, Lange                        | 3:31  |
| 18.            | All for Love (feat. Sting a Rod Stewart)    | Adams, Lange, Kamen                 | 4:43  |
| 19.            | Back to You (MTV Unplugged)                 | Adams, Kennedy                      | 4:42  |
| 20.            | Please Stay                                 | Adams, Vallance                     | 2:36  |
| 21.            | 18 til I Die                                | Adams, Lange                        | 3:29  |
| Celková délka: | Celková délka:                              | Celková délka:                      | 79:54 |